# Кордова (аэропорт)
Муниципальный аэропорт Кордова (англ. Cordova Municipal Airport), (ИАТА: CKU, FAA LID: CKU) — государственный гражданский аэропорт, расположенный в одной миле (1,8 километрах) к востоку от центрального делового района города Кордова (Аляска), США.

## Операционная деятельность
Муниципальный аэропорт Кордова располагается на высоте 4 метра над уровнем моря и эксплуатирует две взлётно-посадочные полосы, одна из которых предназначена для обслуживания гидросамолётов:
- 6/24 размерами 549 x 18 метров с гравийным покрытием;
- 9W/27W размерами 2438 x 914 метров для гидросамолётов.[1]

За период с 31 декабря 2005 года по 31 декабря 2006 года Муниципальный аэропорт Кордова обработал 8 800 операций взлётов и посадок самолётов (24 операций ежедневно). Из них 60 % пришлось на авиацию общего назначения и 40 % — на рейсы аэротакси.